# Foreign, Commonwealth and Development Office

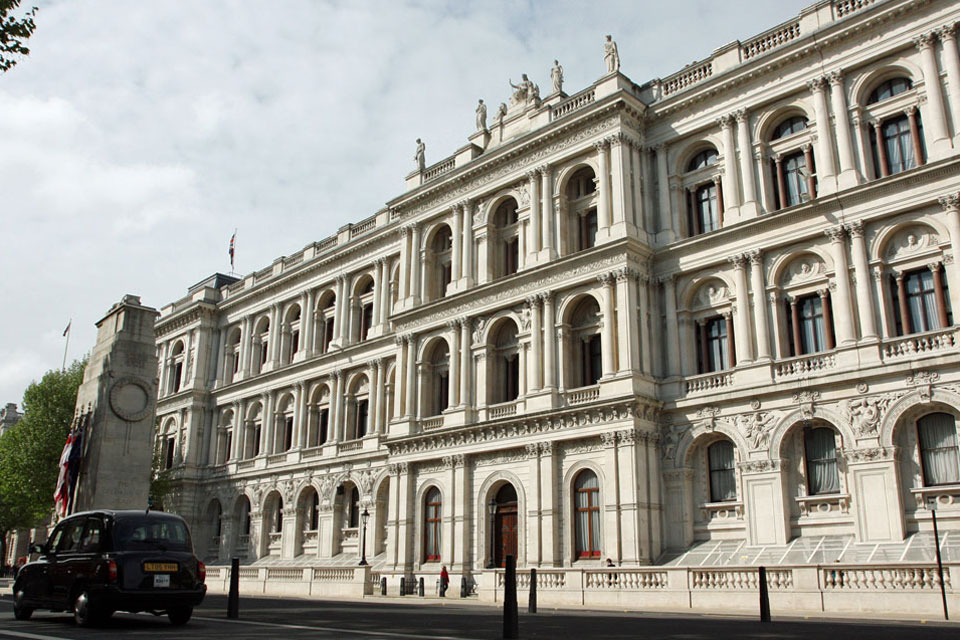
Hauptgebäude des Foreign Office von Whitehall

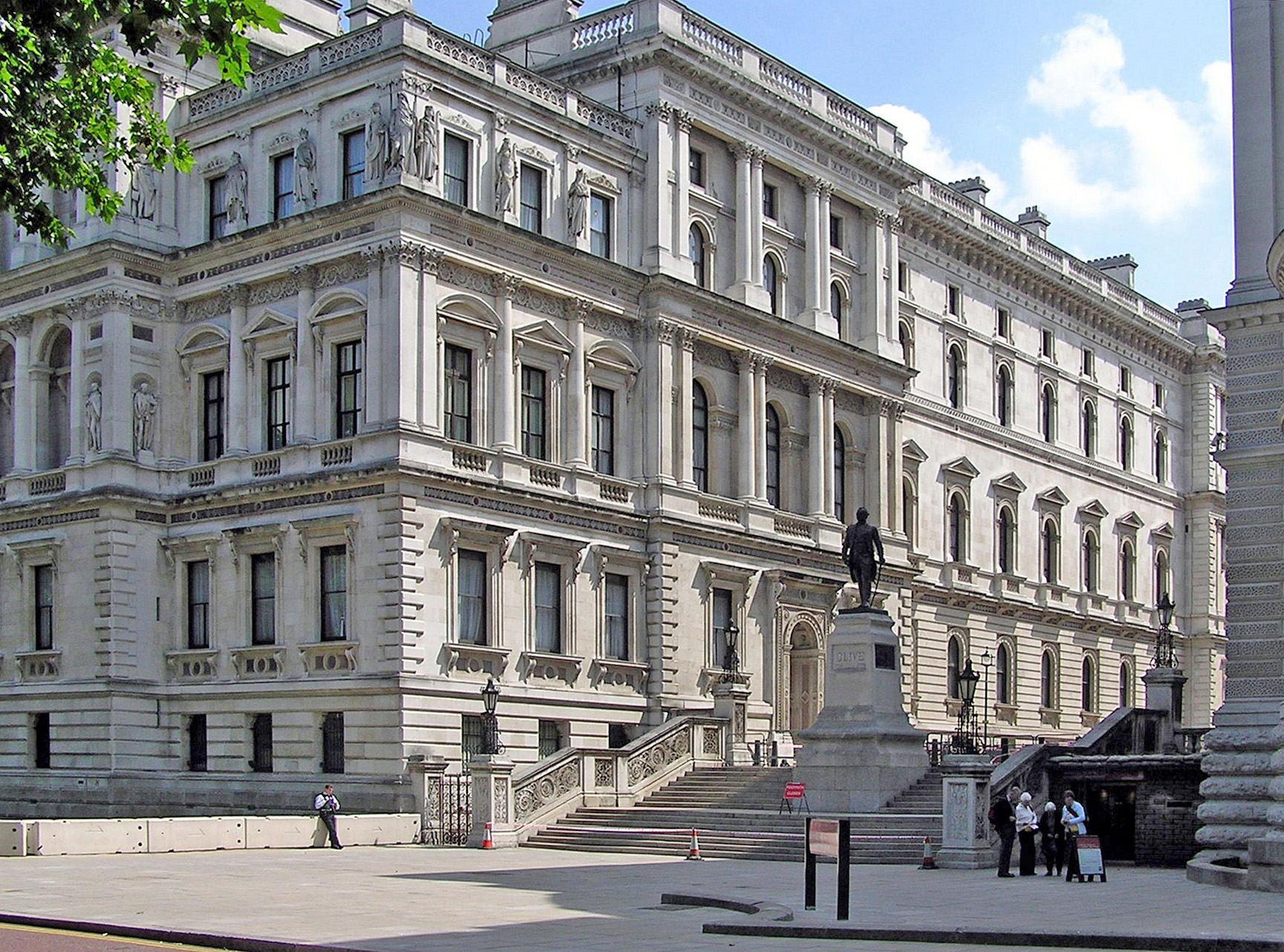
Sitz des Foreign, Commonwealth and Development Office, Whitehall, vom St. James’s Park aus gesehen

Das Foreign, Commonwealth and Development Office (deutsche Übersetzung: „Amt des Auswärtigen, des Commonwealth und der Entwicklung“), allgemein zu FCDO abgekürzt, üblicherweise als Foreign Office bezeichnet, ist das Außenministerium des Vereinigten Königreichs. Es ist mit der Planung, der Organisation und der Ausführung der britischen Außenpolitik betraut und untersteht der Leitung eines Ministers mit Kabinettsrang, dem Secretary of State for Foreign, Commonwealth and Development Affairs, allgemein als  Foreign Secretary bekannt.
Das Amt des Außenministers hat seit dem 5. Juli 2024 David Lammy inne. Dem Außenminister steht Chevening House in Kent als Landsitz und Gästehaus zur Verfügung.

## Geschichte

### Entstehung
Das FCO (Foreign and Commonwealth Office) wurde 1968 aus dem nur kurzzeitig bestehenden Secretary of State for Commonwealth Affairs und dem Secretary of State for Foreign Affairs gebildet. Das Commonwealth Office war 1966 gegründet worden, um das Commonwealth-Ministerium und das Kolonialministerium zusammenzulegen.
Das Außenministerium (Foreign Office), aus dem 1968 das FCO hervorging, war bereits 1782 gebildet worden.
Im September 2020 übernahm das Ministerium auch den Bereich Internationale Entwicklung und ist seither als Foreign, Commonwealth and Development Office bekannt. Das zuvor hierfür existierende eigenständige Ministerium (Department for International Development) wurde aufgelöst.

### Geschichte des Gebäudes

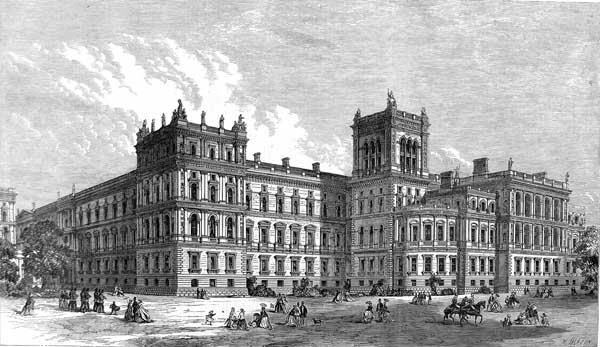
Die Front des Außenministeriums zum St. James’s Park hin im Jahr 1866

Das heutige Gebäude des FCO beherbergte in vergangenen Zeiten vier unterschiedliche Behörden: Das Außenministerium (Foreign Office), das India Office (Ministerium für Britisch-Indien), das Colonial Office und das Home Office. Errichtet wurde es 1861 bis 1868 durch den Architekten George Gilbert Scott, der sich bei seinen Entwürfen sowohl von italienischer Architektur, als auch von gotischen Motiven inspirieren ließ.
1997 wurde eine 17-jährige Renovierung, die insgesamt 100 Millionen Pfund Sterling gekostet hatte, abgeschlossen. Die prachtvolle Locarno Suite wurde als Konferenzraum originalgetreu restauriert. Das Foreign and Commonwealth Office kann von der Öffentlichkeit jedes Jahr an einem Tag der offenen Tür besucht werden.

### Liste der gegenwärtigen Gebäude des FCDO
- FCDO-Hauptgebäude, Whitehall, King Charles St, London.
- Abercrombie House, East Kilbride, Schottland.
- Hanslope Park, Hanslope, Milton Keynes.

### Liste der ehemaligen Gebäude des FCDO
- Kirkland House, 22-24 Whitehall, London.
- Old Admiralty Building, Whitehall, London.